# Valhalla Memorial Park Cemetery
O Valhalla Memorial Park Cemetery é um cemitério localizado em 10621 Victory Boulevard, North Hollywood, Califórnia.
O cemitério tem uma seção especial chamada Portal of the Folded Wings Shrine to Aviation que é o local final de repouso para uma série de pioneiros da aviação — pilotos acrobáticos (em inglês:  barnstormers) e arquitetos diversos da aviação. Há um memorial para Amelia Earhart e outros, honrando suas realizações.
Entre os sepultados estão várias celebridades da indústria do entretenimento.
O santuário, com uma cúpula de azulejos coloridos e figuras femininas esticando os braços para os céus, foi construído originalmente como uma impressionante entrada para o cemitério. Foi nomeado em memória do palácio de Odin, o deus nórdico dos heróis mortos.

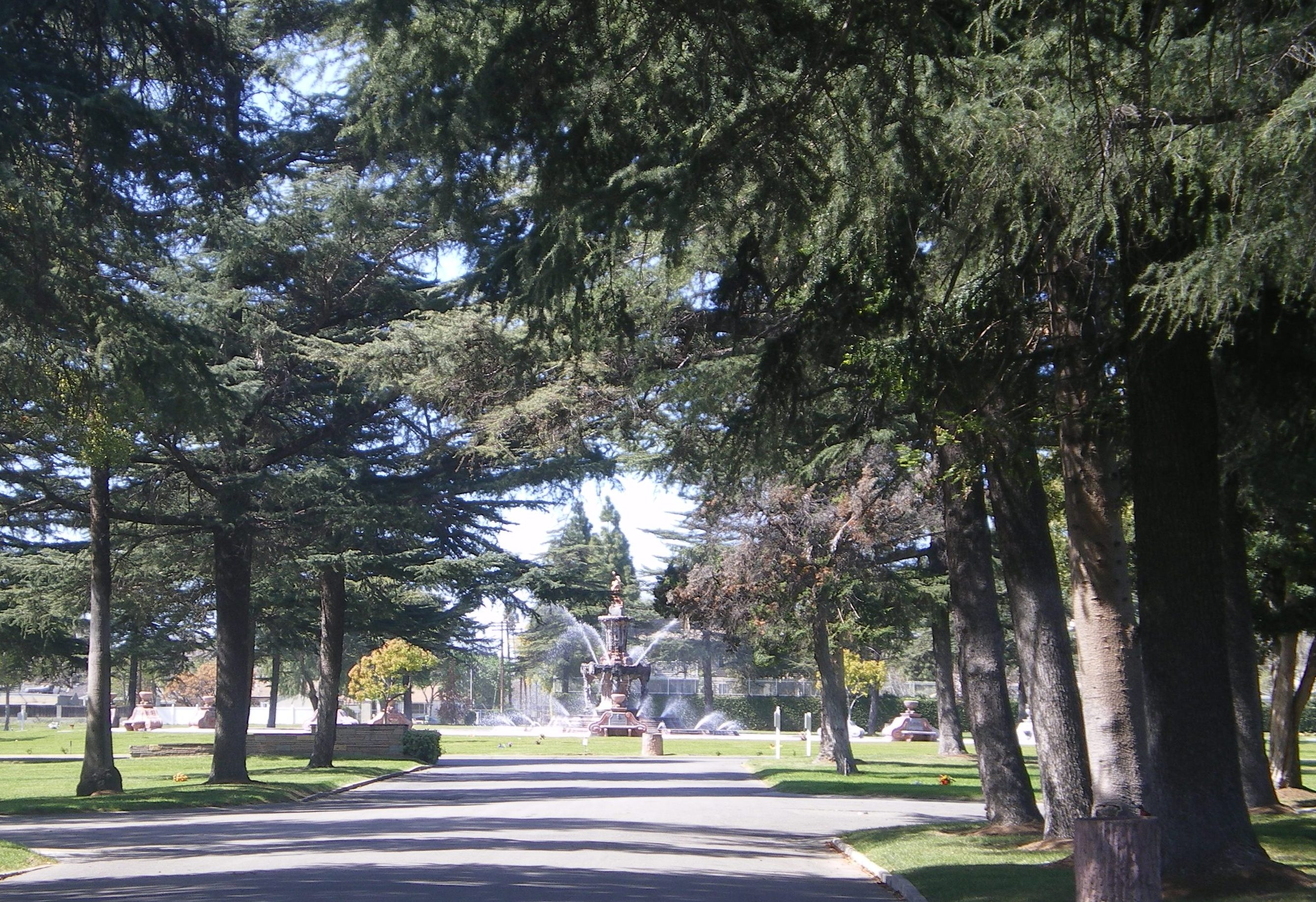
Fonte no cemitério

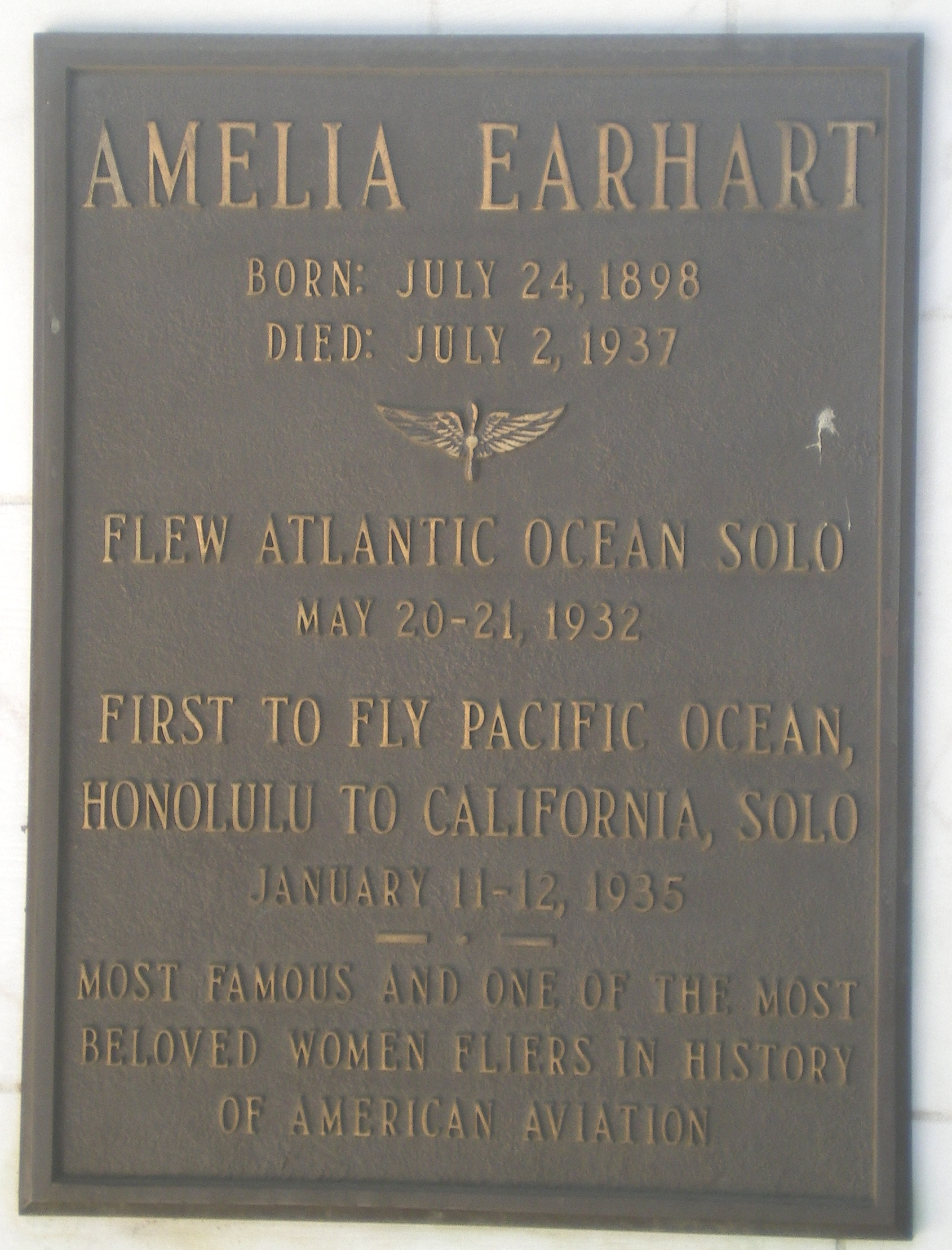
Memorial a Amelia Earhart no Portal of the Folded Wings

## Sepultamentos notáveis
Nota: esta é uma lista parcial.

### A
- Fred Abbott, jogador de basebol
- Bert Acosta, pioneiro da aviação
- Eddie Acuff, ator
- Luis Alberni, ator
- Mary Alden, atriz
- Harry Antrim (1884–1967), ator (não marcado)
- Johnny Arthur (1883–1951), ator
- Edwin August, ator, diretor, roteirista

### B
- Jill Banner, atriz
- Lionel Belmore, ator, diretor
- Bea Benaderet, atriz
- Belle Bennett, atriz
- Willie Best, ator
- Clem Bevans, ator
- John G. Blystone, diretor
- Stanley Blystone, ator
- Symona Boniface, atriz (não marcado)
- Al Bridge, ator
- Tyler Brooke, ator
- Walter Brookins, pioneiro da aviação
- Arthur Q. Bryan, ator, comediante, personalidade do rádio
- Nana Bryant, atriz
- Frederick Burton, ator

### C
- Georgia Caine, atriz
- Brun Campbell, músico
- Yakima Canutt, ator, dublê, diretor
- Naomi Childers, atriz
- Mae Clarke, atriz
- Chester Clute, ator
- Edmund Cobb, ator
- John Collum, ator
- Baldwin Cooke, ator e comediante
- Melville Cooper, ator
- Jim Corey, ator
- Gino Corrado, ator
- Aneta Corsaut, atriz
- Jane Cowl, atriz
- Richard Crane, ator
- Nick Cravat, ator e dublê

### D
- Cesare Danova, ator
- Richard Day (1896–1972), designer de imagem em movimento
- Joe DeRita, ator, comediante, membro dOs Três Patetas
- Don Dillaway, ator
- Douglass Dumbrille, ator de cinema e televisão

### E
- Amelia Earhart (memorial), primeira mulher piloto dos Estados Unidos a cruzar o Oceano Atlântico
- Cliff Edwards, ator, cantor

### F
- Morgan Farley (1898–1988), ator
- Eddie Firestone (1920-2007), ator

### G
- Ceferino Garcia, boxeador
- Lita Grey, atriz e segunda mulher de Charlie Chaplin

### H
- Oren William Haglund, produtor cinematográfico de onze séries de televisão da ABC/Warner Bros. de 1955 a 1961
- Jonathan Hale, ator
- Florence Halop, atriz
- Lois Hamilton, modelo, autora, atriz, artista, aviador
- Mahlon Hamilton, ator
- Oliver Hardy, ator e comediante, da dupla Laurel & Hardy
- Leigh Harline, compositor
- Colin Higgins, ator

### J
- Selmer Jackson, ator

### K
- Fred Kelsey, ator pioneiro
- Crauford Kent, ator
- Kathleen Key, atriz
- The Amazing Criswell, "The Amazing Criswell"
- Bert Kinner, pioneiro da aviação
- Fuzzy Knight, ator
- June Knight, atriz e dançarina
- Theodore Kosloff, ator, coreógrafo, dançarina de ballet

### L
- Frank Lackteen, ator
- Alice Lake, atriz
- Sheldon Lewis, ator
- Robert Lowery, ator
- Sam Lufkin, ator
- James Luisi, ator

### M
- Barton MacLane, ator
- Kermit Maynard, ator
- Sam McDaniel, ator
- Francis McDonald, ator
- George Melford, ator, diretor
- Bob Mizer, fotógrafo
- John Moisant, pioneiro da aviação
- Matilde Moisant, pioneira da aviação
- Mantan Moreland, ator
- Mittie Morris, reformador social
- Mae Murray, atriz

### N
- Buddy Noonan, produtor
- Fayard Nicholas, ator e dançarino

### P
- Virginia Pearson, atriz pioneira de cinema
- Eddie Polo, ator, dublê, o primeiro a pular de paraquedas da Torre Eiffel

### R
- Vivian Rich, atriz
- Maxie Rosenbloom (1904–1976), campeão de boxe, ator
- Gail Russell, atriz

### S
- Lewis Sargent, ator
- Charles Sellon, ator
- Charles Stevens, ator apache/mexicano (não marcado)
- Onslow Stevens, ator (não marcado)
- Madame Sul-Te-Wan, atriz

### T
- Charlie Taylor, mecânico que construiu o motor para o primeiro voo histórico dos Irmãos Wright
- Lyle Tayo, atriz
- Alma Tell, atriz
- Alice Terry, atriz

### V
- Alberta Vaughn, atriz
- Martha Vickers, atriz

### W
- Gorgeous George, lutador profissional
- Rudd Weatherwax, renomado treinador de animais
- Bud Westmore, maquiador, membro da família de maquiadores Westmore[1]
- Dave Willock, ator
- Henry Willson, agente de talentos[2]

### Y
- Chief Yowlachie, ator